# لي بارنارد
لي بارنارد (بالإنجليزية: Leigh Barnard)‏ هو لاعب كرة قدم بريطاني في مركز الوسط، ولد في 29 أكتوبر 1958 في إيستبورن في المملكة المتحدة. لعب مع سويندون تاون وكارديف سيتي ونادي إكزتر سيتي ونادي بورتسموث ونادي بيتربورو يونايتد.